# 5 Chersońska Dywizja Strzelców
5 Chersońska Dywizja Strzelców (ukr. 5-а Херсонська стрілецька дивізія) – jednostka wojskowa Armii Czynnej Ukraińskiej Republiki Ludowej

## Formowanie i walki
Po podpisaniu 24 kwietnia 1920 r. tajnej konwencji wojskowej pomiędzy Polską a Ukraińską Republiką Ludową, na pocz. maja tego roku w Łańcucie została sformowana 5 Chersońska Dywizja Strzelecka. Na jej czele stanął płk Andrij Dołud, zaś funkcję szefa sztabu 15 września objął ppłk Wasyl Czabaniwski. Od 15 listopada zastępcą dowódcy był płk Mykoła Aleksin. Dywizja miała składać się z trzech brygad piechoty. Faktycznie miała początkowo jedynie dwa bataliony piechoty, pułk kawalerii i baterię artylerii (2 działa). Połowę jej stanu liczebnego stanowili Ukraińcy z Galicji, nieżyczliwie ustosunkowani do Polaków. Liczyła w czerwcu ponad 2,5 tys. żołnierzy. 
Na skutek przerwania frontu polskiego pod Samhorodkiem, dywizja została zmuszona do odwrotu przed zakończeniem organizacji. Do końca czerwca pozostawała w odwodzie. W lipcu broniła frontu nad dolnym Zbruczem, a 27 lipca obsadziła front nad Seretem. 2 sierpnia wycofała się za Dniestr i obsadziła odcinek frontu od ujścia Strypy po granicę rumuńską.
W nocy z 25 na 26 sierpnia ok. 700–800 żołnierzy dywizji uzbrojonych w 4 działa i kilkanaście karabinów maszynowych na czele z płk. Hnatem Stefaniwem i płk. Antonem Krawsem zdezerterowało ze swoich pozycji bojowych. Ścigani przez wojsko i żandarmerię ulegli rozproszeniu na pocz. września, a następnie przeszli granicę z Czechosłowacją, po czym zostali internowani. 15 września 5 DP rozpoczęła natarcie przeciwko wojskom bolszewickim, będąc w składzie prawej grupy gen. Ołeksandra Udowyczenki. Zdobyto Czortków i przekroczono linię rzeki Zbrucz. Jednakże pod naciskiem 1 Armii Konnej dywizja w listopadzie 1920 r. była zmuszona wycofać się za Zbrucz, ponosząc duże straty. Po ogłoszeniu rozejmu na froncie Ukraińcy zostali internowani w obozie pod Strzałkowem.

## Struktura organizacyjna
- 13 Brygada Strzelców
- 14 Brygada Strzelców
- 15 Brygada Strzelców
- 5 Brygada Artylerii
- 5 pułk konny
- 5 kureń zbiorczy
- mieszany kureń techniczny
- 5 mieszana sotnia techniczna
- szpital dywizyjny

## Żołnierze oddziału

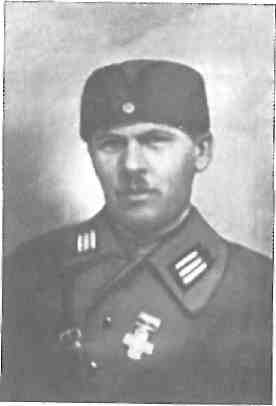
płk Andrij Dołud

| Dowództwo jednostki         |                        |       |
| Stopień, imię i nazwisko    | Okres pełnienia służby | Uwagi |
| Dowódca dywizji             |                        |       |
| płk Andrij Dołud            | 25 V – koniec wojny    |       |
| Zastępcy dowódcy dywizji    |                        |       |
| ppłk Ferdynand Loner        | 10 VI – 21 VII         |       |
| sot. M. Mykytka             | 21 Vll – 29 Vlll       |       |
| płk Josyp Cwiniow           | 29 Vlll – 15 Xl        |       |
| płk Mykoła Alieksin         | 5 XI – koniec wojny    |       |
| Szefowie sztabu             |                        |       |
| sot. M. Mykytka             | 21 V – 25 VII          |       |
| gen. chor. Jewhen Hamczenko | 25 Vll – 12 IX         |       |
| sot. Porfyrij Biłoszyckyj   | 12 – 19 IX             |       |
| ppłk Wasyl Czabaniwskyj     | 19 IX – koniec wojny   |       |